# Lijst van voetbalinterlands Centraal-Afrikaanse Republiek - Comoren
Deze lijst van voetbalinterlands is een overzicht van alle officiële voetbalwedstrijden tussen de nationale teams van de Centraal-Afrikaanse Republiek en de Comoren. De Afrikaanse landen speelden tot op heden een keer tegen elkaar. De eerste ontmoeting, een kwalificatiewedstrijd voor het Wereldkampioenschap voetbal 2026, werd gespeeld in Moroni op 17 november 2023.

## Wedstrijden
| № | Plaats | Datum            | Competitie           | Wedstrijd                               | Uitslag |
| - | ------ | ---------------- | -------------------- | --------------------------------------- | ------- |
| 1 | Moroni | 17 november 2023 | WK 2026 kwalificatie | Comoren − Centraal-Afrikaanse Republiek | 4 − 2   |
| 2 | n.n.b. | september 2025   | WK 2026 kwalificatie | Centraal-Afrikaanse Republiek − Comoren | −       |

## Samenvatting
| Competitie      | Totaal gespeeld | Winst Centr.-Afrik. Rep. | Gelijk | Winst Comoren | Doelsaldo Centr.-Afrik. Rep. – Comoren |
| --------------- | --------------- | ------------------------ | ------ | ------------- | -------------------------------------- |
| WK-kwalificatie | 1               | 0                        | 0      | 1             | 2 − 4                                  |
| Totaal          | 1               | 0                        | 0      | 1             | 2 − 4                                  |

FCF · A-internationals · 
Centraal-Afrikaans vrouwenelftal
1960 – 1969 ·
1970 – 1979 ·
1980 – 1989 ·
1990 – 1999 ·
2000 – 2009 ·
2010 – 2019 ·
2020 − 2029
Algerije ·
Angola ·
Bhutan ·
Botswana ·
Burkina Faso ·
Burundi ·
Comoren ·
Congo-Brazzaville ·
Congo-Kinshasa ·
Egypte ·
Equatoriaal-Guinea ·
Ethiopië ·
Gabon ·
Gambia ·
Ghana ·
Guinee ·
Guinee-Bissau ·
Ivoorkust ·
Kaapverdië ·
Kameroen ·
Kenia ·
Lesotho ·
Liberia ·
Libië ·
Madagaskar ·
Mali ·
Malta ·
Marokko ·
Mauritanië ·
Mozambique ·
Nigeria ·
Oeganda ·
Papoea-Nieuw-Guinea ·
Rwanda ·
Sao Tomé en Principe ·
Senegal ·
Soedan ·
Tanzania ·
Togo ·
Tsjaad ·
Tunesië ·
Zimbabwe ·
Zuid-Afrika
FCF · Comorees vrouwenelftal

Interlands
Tegenstander:
Angola ·
Botswana ·
Burkina Faso ·
Burundi ·
Centraal-Afrikaanse Republiek ·
Djibouti ·
Egypte ·
Ethiopië ·
Gabon ·
Gambia ·
Ghana ·
Guinee ·
Ivoorkust ·
Jemen ·
Kaapverdië ·
Kameroen ·
Kenia ·
Lesotho ·
Libië ·
Madagaskar ·
Malawi ·
Malediven ·
Mali ·
Marokko ·
Mauritanië ·
Mauritius ·
Mozambique ·
Namibië ·
Oeganda ·
Palestina ·
Seychellen ·
Sierra Leone ·
Swaziland ·
Togo ·
Tsjaad ·
Tunesië ·
Zambia ·
Zimbabwe ·
Zuid-Afrika